# المعهد المصرفي المصري
أسيس المعهد المصرفي المصري بموجب القانون المصري رقم 78 في عام 1991 بواسطة البنك المركزي ليصبح الذراع التدريبي الرسمي له لصقل المهارات الفنية والإدارية للعاملين بالقطاع المالي والمصرفي وبموجب هذا القانون، كان يحكم المعهد من قبل مجلس الأمناء، بما في ذلك محافظ البنك المركزي والمدير التنفيذي للمعهد، في عام 2003 تم إعادة تعريف المعهد ككيان مستقل بموجب القانون المصري رقم 88 مع ميزانية مستقلة، ويحكمها مجلس إدارة برئاسة محافظ البنك المركزي المصري. ومنذ ذلك الحين، شهد المعهد نمو وتطور من حيث حجم وتنوع أعماله، ومرافق التدريب والموارد الداخلية والأهم من ذلك، خدمات التدريب ومنتجاتها.

## الاعتماد الدولي (ACCET)
حصل المعهد المصرفي المصري على الاعتماد الدولي لمدة 5 سنوات من مجلس اعتماد التعليم المستمر والتدريب (ACCET) في أبريل 2009 ليصبح بذلك المعهد التدريبي الأول المعتمد في مصر ومنطقة الشرق الأوسط وشمال أفريقيا. في ديسمبر 2014، تم تجديد الاعتماد لمدة خمس سنوات أخرى تنتهي في عام 2019. يقدم المعهد أيضاً وحدات التعليم المستمر (CEUs) التي تستخدم على نطاق واسع دولياً، وتمكن المتدربين من مواصلة تعليمهم في جميع أنحاء العالم.

## برامج تدرببية
يقدم المعهد المصرفي المصري برامج المهارات القيادية والإدارية وتكنولوجيا المعلومات، علاوة على وحدتين متخصصتين للتدريب في المشروعات الصغيرة والمتوسطة وحوكمة الشركات. يقدم المعهد أيضا برامج تأهيلية وتعاقدية وشهادات تمثل كل منها خلاصة مجموعة من المهارات وأنواع المعرفة التي تتماشى مع المعايير الدولية. ويقدم مجموعة متنوعة من الأنشطة لنشر المعرفة في البحوث والتوعية وخدمات التقييم وخدمات الدعم الفني والاستشارات، ويهدف لتنمية وتطوير مهارات كافة قطاعات العاملين بالقطاعين المالي والمصرفي وتسمح للمعهد بالتعاون مع المؤسسات الدولية المعتمدة والخبراء الذين يبذلون جهودهم لسد الثغرات بين ماهية العمل المصرفي في مصر والدول الأجنبية.

## الشبكة العربية (ABTN)
قام المعهد بتأسيس الشبكة العربية للتدريب المصرفي (ABTN) بهدف تبادل الخبرات وتكثيف التعاون بين هذه المعاهد في المنطقة العربية وبعض الدول الأفريقية. والمعهد عضو في رابطة التدريب المصرفي الافريقية (AAIOB) والشبكة الأوروبية للتدريب المصرفي (EBTN).

## مبادرات

### مبادرة عشان بكرة
وهي مبادرة وطنية تحت رعاية البنك المركزي المصري في مجال التثقيف المالي وتطوير المنتجات والخدمات المالية التي تناسب الأطفال والشباب في مصر والشرق الأوسط. بالإضافة

### التدريب من أجل التوظيف
قام المعهد المصرفي في نوفمبر 2008 بإبرام بروتوكول تعاون مع قطاع خدمة المجتمع بجامعة القاهرة لتنفيذ برنامج التدريب من أجل التوظيف حيث يوجه هذا البرنامج لطلبة الفرقتين الثالثة والرابعة وكذلك حديثي التخرج بالكليات المختلفة بهدف تقليل الفجوة ما بين التعليم الأكاديمي وسوق العمل من خلال تدريب المشاركين على مجموعة من البرامج المتخصصة التي تؤهلهم للتخصص في مجالات محددة وفقا لمتطلبات سوق العمل المصرفي والمالي.